# Henrik Wolff
Henrik Wolff, född 30 maj 1863 i Göteborg, död 22 oktober 1944 i Stockholm, var en svensk ämbetsman. 

## Biografi
Wolff föddes i en judisk familj i Göteborg som son till rabbinen i Göteborgs mosaiska församling, filologen Moritz Wolff och Ernestine Samter. Efter  studentexamen i hemstaden studerade han juridik vid Uppsala universitet, där han examinerades 1886 som jur. utr. kand.
År 1890 utnämndes han till vice häradshövding och inträdde samma år i marinförvaltningen, där han 1902 utsågs till advokatfiskal. Åren 1906–1908 tjänstgjorde han som expeditionschef för Sjöförsvarsdepartementet, varefter han utsågs till amiralitetsråd och chef för marinförvaltningens kameralbyrå. Han pensionerades 1930.
Henrik Wolff avled i oktober 1944, 81 år gammal, och jordfästes i Mosaiska församlingen i Stockholm. Han var ogift och efterlämnade endast en bror, läkaren Ludvig Wolff.

## Övriga uppdrag
Vid sidan av sitt yrkesliv deltog Wolff i flera kommittéer, däribland som sekreterare i kommittén för samarbete mellan lotsväsendet och sjökarteväsendet år 1894, för flottans pensionskassas gratialfond åren 1895–98, för en ny flottstation 1899–1900 och för ett förbättrat pensionsväsende för sjömän 1900–04. År 1917 medverkade han som sakkunnig i en kommitté för omorganisation av marinfövaltningen. Under åren 1896–1906 var han också ombudsman i Industrikredit AB i Stockholm och Sydsvenska kredit AB.
Fadern Moritz Wolff hade som rabbin i Göteborgs judiska församling varit en känd företrädare för reformjudendomen. Även Wolff engagerade sig i judiska sammanhang, som föreståndare för Mosaiska församlingen mellan åren 1912 och 1921. År 1926 var han Sveriges representant när liberala judiska grupper i Europa och Amerika möttes i London för att gå samman i Världsunionen för progressiv judendom (WUPJ). En artikel om judiskt liv i Stockholm i Dagens Nyheter år 1908 noterade att "expeditionschefen Wolff i sjöförsvarsdepartementet" tycktes vara den enda medlem av församlingen som ägnat sig åt sjökrigsväsendet.

## Utmärkelser och andra titlar
- Riddare av Nordstjärneorden[3]
- Kommendör av Kungliga Vasaorden, 2 kl.[10]
- Ledamot av Kgl. örlogsmannasällskapet (invald som korresponderande ledamot 1922)[11]